# Jan Sariusz Stokowski
Jan Sariusz Stokowski herbu Jelita (ur. ok. 1742 - zm. 6 listopada 1794 we Frankfurcie nad Odrą) – podkomorzy łęczycki w latach 1785–1794, chorąży mniejszy łęczycki w latach 1784–1785, chorąży brzeziński w latach 1779–1784, podstoli brzeziński w latach 1777–1779, podstoli orłowski w latach 1776–1777.
W 1786 roku wybrany posłem na sejm z województwa łęczyckiego. Konsyliarz Departamentu Sprawiedliwości Rady Nieustającej w 1788 roku. 